# Nyírségense flórajárás
A gyakorlatilag a Nyírség földrajzi tájegységgel azonos Nyírségense flórajárás (illetve Nyirségense flórajárás) az Eupannonicum flóravidék része. Északon az Észak-alföldi, délen a Tiszántúli flórajárással határos. Éghajlata ez utóbbinál kevésbé kontinentális, ezért természetes növénytakarója a zárt tölgyes zónába tartozik. Felszínét a Tisza hordalékából áthalmozott, szélfútta homok borítja, ez a homok azonban a Praematricum flórajárás homokjaitól eltérően nem meszes.

## Jellemző növénytársulások és növényeik
- A homokhátakon és a közéjük bevágódó völgyekben, laposokon változatos homokpusztai, erdei és lápi vegetáció alakult ki; a terület zömének eredeti növényzete a pusztai tölgyes és a gyöngyvirágos tölgyes (Festuco rupicolae-Quercetum és Convallario-Quercetum).
  - A homoki tölgyesekben előfordul az ezüst hárs (Tilia tomentosa) is, aljnövényzetük kora tavaszi ékessége az tavaszkikerics (egyhajúvirág; Bulbo-codium vernum).
  - A gyertyános tölgyesekben endemikus a debreceni csormolya (Melapyrum nemorosum ssp. debreceniense).

- A tölgy-kőris-szil ligetek növényritkasága a kassai boglárka (Ranunculus auricomus ssp. cassubicus).

- A nyírségi zárt homoki gyepek sajátos értékei az egykor tömeges kökörcsinfajok, közöttük a bennszülött magyar kökörcsin (Pulsatilla hungarica). A homoki gyepekre jellemző magyar csenkesz (Festuca vaginata) mellett tömeges a savanyú talajt jelző ezüstperje (Corynephorus canescens) is. A magyar nőszirom (Iris aphylla ssp. hungarica) szubendemikus faj.

- A nyírlápokban él:
  - szőrös nyír (Betula pubescens),
  - babérfűz (Salix pentandra).

- Kállósemjén úszólápjának növényritkasága a szíveslevelű hídőr (Caldesia parnassifolia).

- Az egykori kiterjedt lápvilág legfontosabb emléke Bátorliget. Jégkori maradványfajai:
  - tőzegeper (Comarum palustre),
  - európai zergeboglár (Trollius europaeus),
  - szibériai hamuvirág (Ligularia sibirica).

- A piricsei Júlia-liget a legnagyobb tőzegmohás babérfüzes nyírláp (Saliceto pentandrae-Betuletum pubescentis és Betulo pubescenti-Sphagnetum) Magyarországon. Legfontosabb növényritkasága a réti angyalgyökér (Angelica palustris).